# Stylidium costulatum
Stylidium costulatum är en tvåhjärtbladig växtart som beskrevs av K.F. Kenneally och A. Lowrie. Stylidium costulatum ingår i släktet Stylidium och familjen Stylidiaceae. Inga underarter finns listade i Catalogue of Life.